# Rue Nationale (Lille)
Pour les articles homonymes, voir Rue et Place Nationale.
La rue Nationale est une rue de Lille, dans le Nord, en France.

## Situation et accès
Longue de 1,8 km, c'est l'une des artères principales de la ville qui part de la Grand Place, ou place du Général-de-Gaulle, traverse le quartier de Lille-Centre puis sépare le quartier de Vauban Esquermes du quartier de Wazemmes et se termine Place du Maréchal Leclerc. Elle traverse la place de Strasbourg et longe la place Philippe-de-Girard.

## Dénomination
Elle est initialement nommée « rue Impériale » avant de prendre le nom de « rue Nationale » en 1870.

## Historique

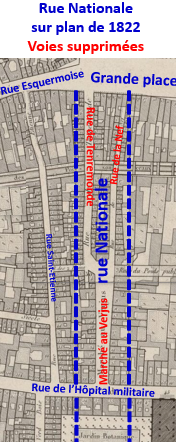
Voies disparues lors du percement de la rue Nationale

La rue Nationale a été percée en 1862 lors des travaux d'extension de la ville de Lille qui font suite à l'absorption des communes d'Esquermes, de Wazemmes, de Moulins et de Fives le 13 octobre 1858. Rectiligne, construite selon un plan haussmannien, elle est initialement nommée « rue Impériale » avant de prendre le nom de « rue Nationale » en 1870.
Elle est tracée à l'emplacement du Marché au Verjus, de la rue de la Nef et de la rue de Tenremonde qui reliaient ce marché, qui donnait sur la Rue de l'Hôpital-Militaire, à la  Grand' Place . Le nom de Tenremonde est donné à une rue ouverte à la même époque. Avec cette rue et la rue Faidherbe, c'est l'une des 3 percées réalisées dans les années 1860 dans la ville ancienne.
Sa création entraine également la disparition du jardin botanique de l'hôpital qui était situé entre la rue de l'Hôpital-Militaire et le rempart supprimé.
Du square Foch au boulevard de la Liberté la rue est tracée à l'emplacement de l'enceinte fortifiée supprimée, de ce boulevard à la rue Solférino sur l'ancienne zone d'inondation de Vauban, de cette rue à la place du Maréchal-Leclerc sur des espaces peu construits de l'ancienne commune de Wazemmes, à l'époque de sa création.
La rue était parcourue par plusieurs lignes de tramways, jusqu'à 7 au cours des années 1930, depuis la première ouverte à Lille, la ligne A à traction hippomobile en 1874, jusqu'aux 3 lignes parmi les dernières supprimées (avant la ligne B),  la ligne I supprimée le 31 juillet 1964 remplacée par une nouvelle ligne d'autobus sous l'indice 1,  la ligne J supprimée le 31 juillet 1963 remplacée par une nouvelle ligne d'autobus sous l'indice 4 et la ligne H supprimée le 20 juin 1965 remplacée par une nouvelle ligne d'autobus sous l'indice H.

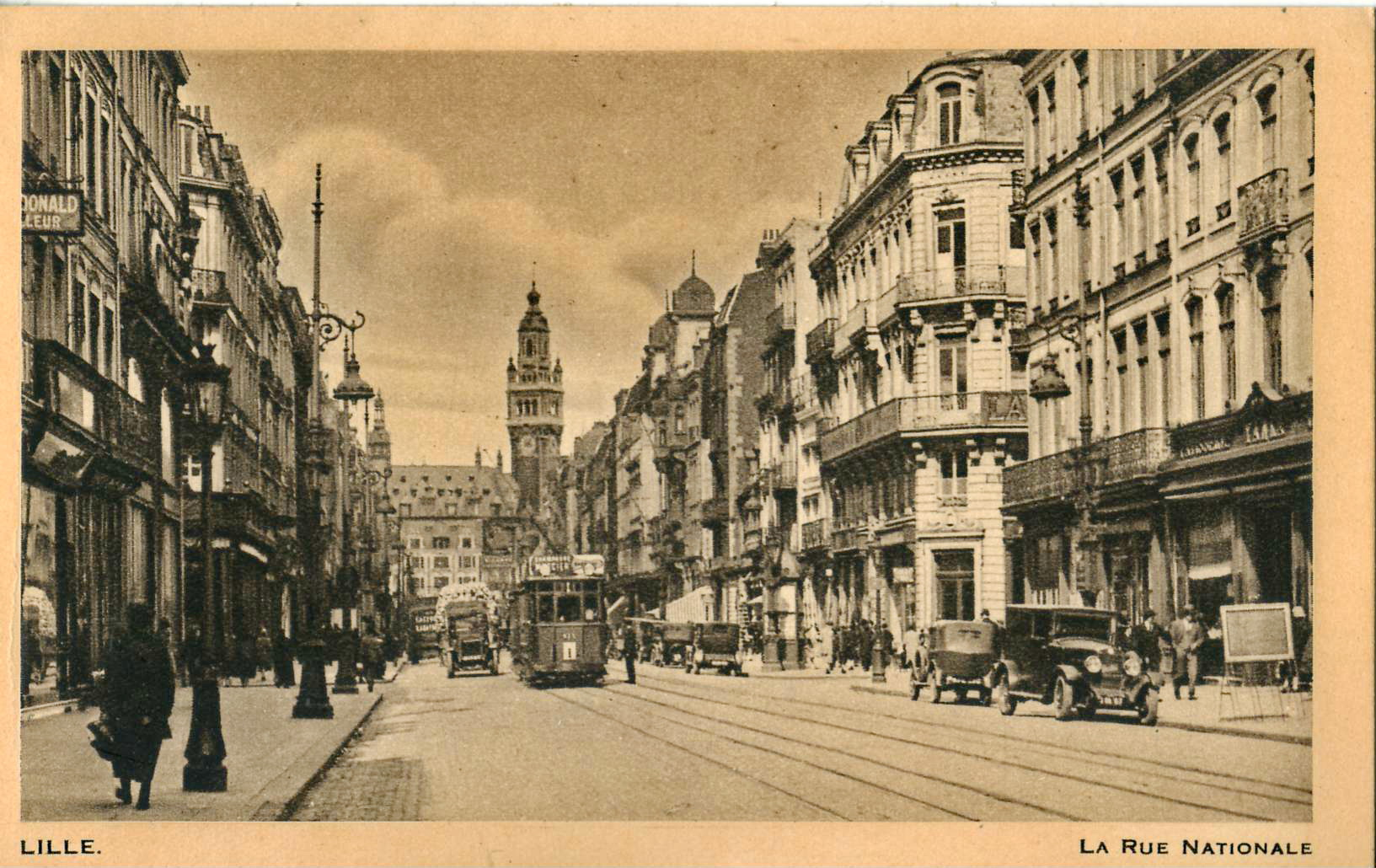
La rue Nationale dans les années 1930
La rue Nationale en 1959

## La rue auXXIesiècle
La rue Nationale est une voie à deux sens de circulation à trafic assez important (le tronçon entre la rue de Pas et la place du Général-de-Gaulle est cependant une zone de rencontre). De cette place au boulevard de Liberté, c'est une rue commerçante, au-delà jusqu'à la place du Maréchal-Leclerc, les commerces sont plus dispersés, les immeubles d'habitation et de bureaux plus nombreux.

## Architecture et monuments
- Église du Sacré-Cœur